# دولار سورينامي
الدولار السورينامي (أيزو 4217) هو عملة سورينام منذ عام 2004. وهو مقسم إلى 100 سنت.وينقسم إلى 100 سنت. يُختصر الدولار السورينامي عادةً بعلامة الدولار $، أو بدلاً من ذلك Sr$ لتمييزه عن العملات الأخرى المقومة بالدولار. في اللغة الهولندية السورينامية ‏ المنطوقة، يُشار إليها على نطاق واسع بالاختصار SRD، حيث يُفهم من كلمة "دولار" عمومًا أنها تعني الدولار الأمريكي.

## تاريخ
حل الدولار محل الغيلدر السورينامي في الأول من يناير 2004، حيث كان الدولار الواحد يعادل 1000 غيلدر.  في البداية، كانت العملات المعدنية فقط هي المتاحة، مع تأخر إصدار الأوراق النقدية حتى منتصف فبراير، ويرجع ذلك، حسبما ورد، إلى مشكلة في الطابعة، شركة Canadian Bank Note Company.
أُعلن أن العملات القديمة المقومة بالسنتات (مثل 1⁄100 غيلدر) تساوي قيمتها الاسمية بالسنتات الجديدة، مما ينفي ضرورة إنتاج عملات معدنية جديدة. على سبيل المثال، عملة قديمة بقيمة 25 سنتًا، كانت قيمتها في السابق 1⁄4 غيلدر، والآن 1⁄4 دولار (ما يعادل 250 غيلدر). ولم ينطبق تغيير أساس العملات المعدنية صراحة على العملات التذكارية.
أعطى التعديل رقم 121 للمعيار أيزو 4217 العملة رمز SRD ليحل محل الغيلدر السورينامي (SRG).
غالبًا ما يشير شعب سورينام إلى عملتهم باسم SRD لتمييزها عن الدولار الأمريكي، والذي يستخدم أيضًا لتحديد أسعار السلع الإلكترونية وأثاث المنزل والأجهزة المنزلية والسيارات.
حُدِّدَت قيمة الدولار السورينامي (SRD) من قبل البنك المركزي بين عامي 2004 و2021. ونتيجة لذلك، ازدهرت تجارة العملات في السوق السوداء . أنفق البنك المركزي في سورينام الكثير من احتياطيات النقد الأجنبي لدعم أسعار الصرف الرسمية، حيث تسبب التضخم وعوامل أخرى في انخفاض القيمة الحقيقية للدولار السورينامي مقابل العملات الاحتياطية الأخرى. في يونيو 2021، خفض البنك المركزي قيمة الريال السعودي بنسبة 33% وأعلن أن العملة ستعوم بحرية.  بحلول يونيو 2022، بدأت أسعار الصرف الرسمية تعكس سعر الصرف العائم الحقيقي. 
أسعار الصرف الرسمية التاريخية للدولار الأمريكي الواحد مقابل الدولار السورينامي
| فترة                     | سعر الصرف |
| ------------------------ | --------- |
| يناير 2005 - يناير 2011  | 2.70      |
| يناير 2011 - نوفمبر 2015 | 3.25      |
| نوفمبر 2015- أبريل 2016  | 4         |
| أبريل 2016 - سبتمبر 2020 | 7.38      |
| سبتمبر 2020 - يونيو 2021 | 14.15     |
| يونيو 2021 - يونيو 2022  | 21        |
| مايو 2023                | 37        |
| مايو 2024                | 33.67     |
| يناير 2025               | 35.10     |

## عملات معدنية
تُتداول العملات المعدنية من فئات 1، و5، و10، و25، و100، و 250 سنتًا من العملة السابقة.

## الأوراق النقدية
حل الدولار السورينامي محل الغيلدر السورينامي في الأول من يناير/كانون الثاني 2004، حيث كان الدولار الواحد يعادل 1000 غيلدر، مما دفع إلى إصدار أوراق نقدية بالعملة الجديدة. على الأوراق النقدية، يُعبَّر عن العملة بصيغة المفرد، كما هو الحال في العادة الهولندية. تأتي الأوراق النقدية بفئات 5، و10، و20، و50، و100 دولار سورينامي. 

لقد أدت سنوات من التضخم المرتفع إلى انخفاض كبير في القدرة الشرائية للدولار السورينامي. لتسهيل التعامل مع النقود، أُعلن عن الأوراق النقدية من فئة 200 و500 دولار سورينامي في أغسطس 2023 وقُدِّمَتت بحلول نهاية مارس 2024.  

## سعر الصرف SRD الحالي
| من Yahoo! Finance: | AUD CAD CHF EUR GBP HKD JPY USD JPY USD |
| من XE.com:         | AUD CAD CHF EUR GBP HKD JPY USD JPY USD |
| من Investing.com:  | AUD CAD CHF EUR GBP HKD JPY USD JPY USD |
| منOANDA.com:       | AUD CAD CHF EUR GBP HKD JPY USD JPY USD |